# Юкагиры
Юкаги́ры (самоназвания — деткиль, одул, вадул, алаи) — восточносибирский народ, относящийся к древнейшему (аборигенному) населению северо-восточной Сибири. Подобно другим народам Арктики, внесён в перечень коренных малочисленных народов Севера, Сибири и Дальнего Востока Российской Федерации.
Говорят на юкагирских языках, родство которых с другими языковыми семьями не установлено. В настоящее время эти языки находятся под угрозой исчезновения.
Традиционные занятия — рыболовство (с помощью неводов), оленеводство, охота на диких оленей, ездовое собаководство.

## Происхождение названия
Происхождение именования «юкагир» точно не установлено; возможно, оно было дано этому народу русскими — вероятно, посредством эвенков (тунгусов) — и в XX веке закрепилось как официальное наименование. Ранее этот этноним выводили от эвенкийского «ледовые люди», или «люди мороза», однако авторитетный исследователь юкагирской материальной культуры и языка Юрий Крейнович считал подобную этимологию неубедительной.

## Численность и расселение

Расселение юкагиров в ДФО по городским и сельским поселениям (в процентах, данные переписи 2010 года)

По данным переписи 2002 года, численность юкагиров составляла 1509 человек.
Расселены они в основном в бассейне реки Колымы, в Республике Саха (1097 чел.), Чукотском автономном округе (185 чел.), Магаданской области (79 чел.). В Новосибирской области (1 чел.) — по данным на 2013 год. В Якутии юкагиры, в основном, сосредоточены в национальном юкагирском муниципальном образовании «Олёринский Суктул» Нижнеколымского улуса.
Численность юкагиров в населённых пунктах (2002 г.)
Республика Саха:
- село Андрюшкино — 197;
- город Якутск — 189;
- село Нелемное — 181.

Численность юкагиров в России по годам:

## Языки и письменность
Юкагиры делились на ряд племён, наиболее крупными из которых были ходынцы, анаулы, чуванцы. Последние ассимилировались и полностью перешли на русский язык.
Юкагирские языки делятся на северноюкагирский (тундровый) и южноюкагирский (колымский) язык, которые входят либо в уральско-юкагирскую семью, либо составляют семью, не родственную другим. По переписи 2002 г. в Якутии из 1097 юкагиров владели юкагирским языком лишь 310 чел. (28 %), якутским — 630 чел. (57 %), русским — 1046 чел. (95 %).
Для записи этих языков в настоящее время используется юкагирская письменность. В старину влюблённые переписывались на бересте при помощи своеобразной пиктографии.

## История

Родоплеменные группы юкагиров в XVII веке

Юкагиры говорят на изолированных палеосибирскских языках и, в силу репродуктивной изоляции от окружающих их враждебных племён, представляют собой генетический изолят. По антропологическим чертам они издавна отличались от своих ближайших южных соседей (тунгусов) и, по заключению антропологов, представляют собой древний пласт автохтонного населения приполярной Сибири.
В древности  юкагиры жили на востоке от Енисея и на Саянах, где составляли единство с носителями уральских языков (финно-угры, самодийцы). А. П. Окладников пришёл к выводу о принадлежности неолитической культуры Якутии предкам юкагиров. Этой точки зрения придерживались такие известные советские исследователи, как М. Г. Левин, И. С. Гурвич, Ю. Б. Симченко. С. И. Эверстов связывает с предками юкагиров ымыяхтахскую культуру неолита и бронзового века Якутии, влияние которой прослеживалось на всём северо-востоке Азии, а также и далеко на запад от неё.

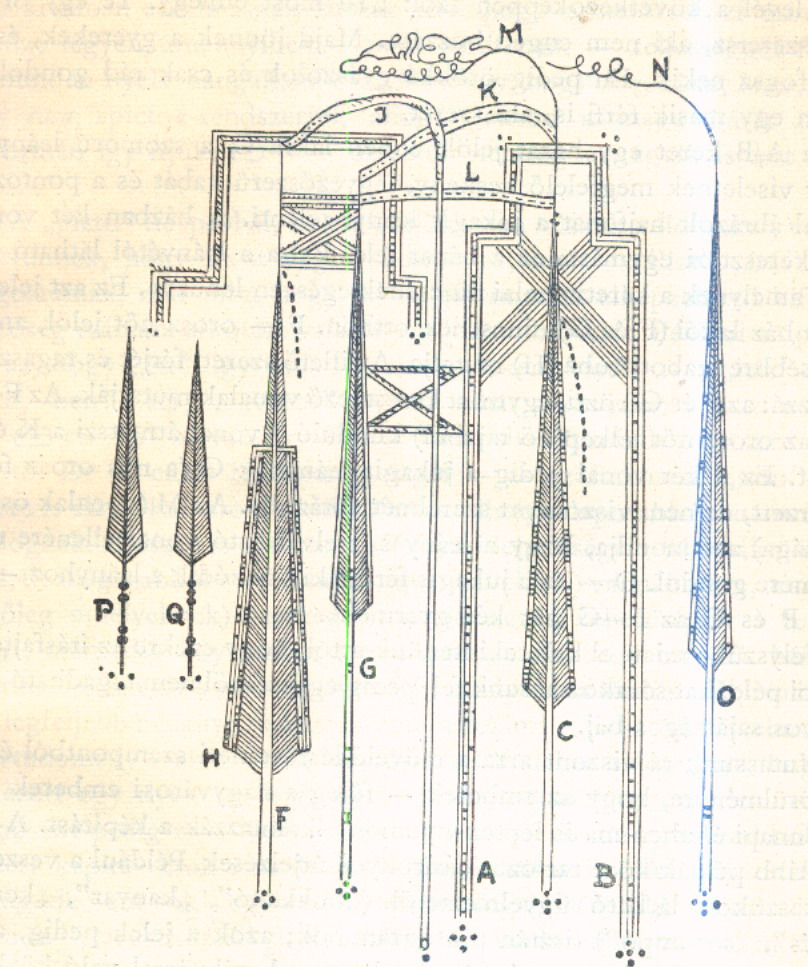
Юкагирские пиктограммы

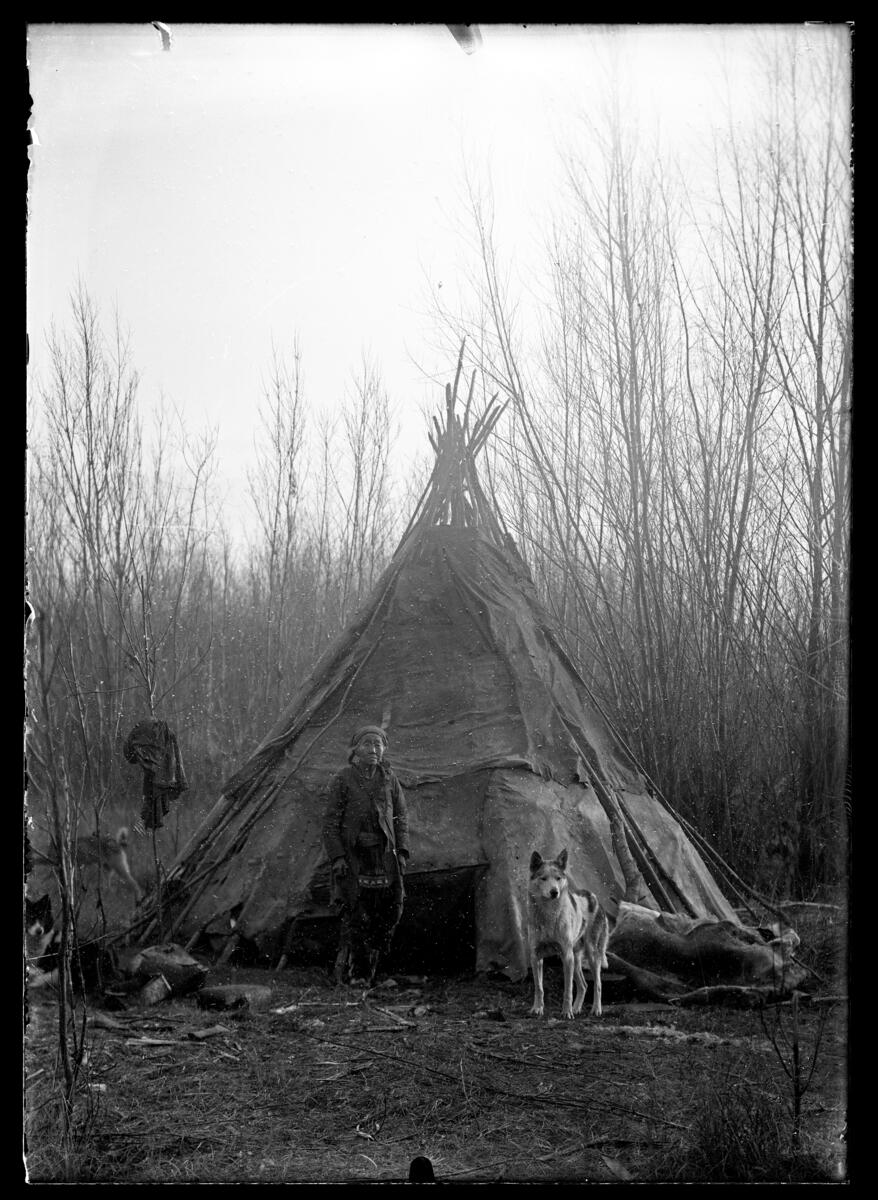
Юкагир с собакой в 1901 году

В XVII веке, к началу русской колонизации родоплеменные группы юкагиров (алаи, анаулы, когимэ, лавренцы, олюбенцы, омоки, ононди, ходынцы, хоромои, чуванцы, шоромба, янга, яндинцы) занимали территории от реки Лены до устья реки Анадырь.
Юкагирам был свойственен низкий уровень этнического самосознания, и — несмотря на то что соседние народы однозначно определяли юкагирские племена как единую этно-культурную общность — на деле существовало две взаимонепонятные группы диалектов юкагирского языка — северная (тундровая) и южная (таёжная).
Первая встреча русских с юкагирами произошла, по-видимому, в 1634—1635 годах, когда отряды первопроходцев тобольского пешего казака Ивана Ивановича Реброва, енисейских служилых пятидесятника Ильи Перфильева, Игната Ананьина, Ивана Сергеева и Фочки Самсонова встретили представителей этого народа на реке Яне. С юкагиров взяли ясак и аманатов. Тем не менее бо́льшая часть юкагиров не желала становиться российскими подданными, вследствие чего вскоре начались военные столкновения. Столкновения эти, по большей части, были не слишком масштабными. Происходили они обычно по стандартной схеме: русские требовали от юкагиров уплаты ясака и выдачи аманатов, и пытались склонить их к этому мирно, путём переговоров. Юкагиры, как правило, отказывались, после чего начиналось сражение, чаще всего заканчивавшееся победой русских. После поражения юкагиры выплачивали ясак и давали аманатов. Объясаченные юкагиры, однако, периодически восставали и, нападая на русские остроги, пытались освободить аманатов, что иногда им удавалось. Юкагиры также часто убивали русских промышленников и сборщиков ясака. На фоне этого также происходили столкновения русских с эвенками и другими народами Сибири, столкновения между юкагирами и эвенками, а также междоусобные войны между разными группами юкагиров.
Среди большого числа столкновений некоторые выделяются как наиболее примечательные. Так, например, в 1645 году произошло восстание юкагиров под предводительством Пелевы. Восставшие убили служилых людей и освободили аманатов, однако восстание было подавлено отрядом А. Горелого и Втора Катаева.

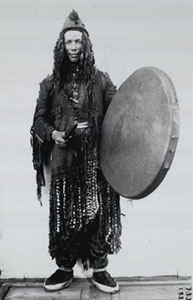
Юкагирский шаман (фото 1902 года)

В 1649 году на реке Алазее «изменили» и бежали 3 октября из Алазейского острога аманаты-юкагиры Колла и Тойта, которые с помощью сородичей «служилых людей побили и государеву казну пограбили», а также захватили оружие. После этого они у покрученников промышленника Александра Леонтьева «что было на стану всякого промышленого заводу, котлов и топоров, и обмётов, и одеял, и хлебново запасу, и соболей, то всё пограбили и на стану… стояновщика Стеньку Мяндина убили».
В 1650 году анаулы, возглавляемые вождём Когюней, перебили посланных к ним девять промышленников. Против них выступил Семён Дежнёв. Русские подошли к укреплённому острожку анаулов. Дежнёв пытался договориться с ними и убедить их отказаться от сопротивления, но те не смирились. Русские штурмовали острожек. В ходе ожесточённого боя он был взят. Русские потеряли четыре человека убитыми и многих ранеными. Когюня был взят в плен и сделан аманатом, а позднее, по-видимому, отпущен.
В 1651 году на покорившихся русским анаулов напал другой анаульский вождь Мекерко. Его воины убили Когюню и всех его родственников. Люди Когюни попросили русских о защите. Дежнёв и его соратник Мотора выступили против Мекерко и настигли его. Казаки также пытались убедить его сдаться, но тот отказался. В ходе боя казаки не смогли победить его: Мотора был убит, трое русских ранены, а Мекерко бежал. Казаки, однако, захватили в плен женщин и детей.
В 1661 году юкагиры-ходынцы полностью уничтожили русский отряд под предводительством Федора Чюкичёва (зырянин по происхождению, считающийся первым служилым человеком, вступившим в контакт с чукчами). В числе убитых был и И. И. Камчатой, в честь которого получила название Камчатка. Это, по-видимому, были самые известные люди, погибшие в юкагирских войнах с русской стороны.
В 1663 году восстали омолоевские и хромовские юкагиры. Они захватили Нижнеянское зимовье, перебили гарнизон и освободили аманатов. Однако в 1664 году они принесли явку с повинной.

Одним из последних и, возможно, самым масштабным выступлением юкагиров стало восстание под предводительством Канивы (1681—1684). Это была их последняя попытка избавиться от власти русских. Восставшие осадили и пытались взять штурмом Анадырский острог, а позднее убили сотника Ивана Курбатова. Однако к Каниве примкнули не все юкагиры: многие из них, а также чуванцы остались верными русским и помогли снять осаду с Анадырского острога. Канива продолжал сопротивление ещё три года, но, в конце концов, был разбит, взят в плен и сделан аманатом. 

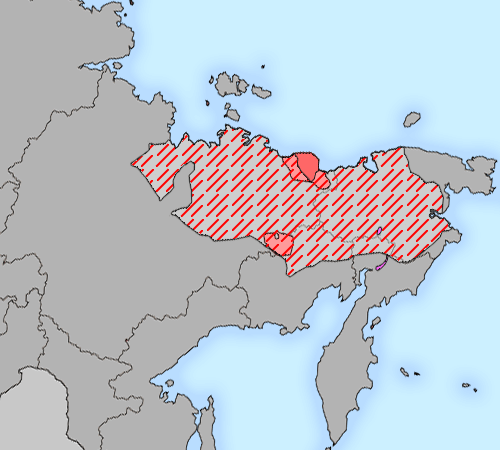
Географическое распространение юкагиров в XVII веке (штриховка) и в конце XX века (сплошной фон). Чуванцы, сейчас говорящие по-чукотски и по-русски, отмечены розовым.

К концу XVII века сопротивление юкагиров почти прекратилось. Постепенно все они стали платить русским ясак, выдали аманатов и перестали устраивать восстания.
Могущество юкагиров в ходе войн с русскими было подорвано. Сильный удар по ним нанесла и свирепствовавшая среди них в XVII веке оспа (особенно губительной была эпидемия в окрестностях Охотска в 1691—1692 годах). Вследствие ослабления юкагиров роль наиболее сильного народа в регионе постепенно перешла к чукчам. Уже в середине XVIII века по некоторым свидетельствам юкагиры в военном отношении уступали даже корякам, которые не шли с чукчами ни в какое сравнение. Чукчи всё чаще стали совершать на юкагиров набеги.
В связи с изменением расстановки сил изменилась и политическая обстановка: юкагиры, некогда воевавшие с русскими, теперь рады были находиться и их подданстве, чтобы те защищали их от чукчей. Чукчи же после начавшихся вскоре русско-чукотских войн усилили натиск на юкагиров, как на союзников русских. Таким образом, юкагиры стали дружественным России народом. Уже в 1702 году русские по просьбе юкагиров организовали совместный с ними поход против чукчей. После же того, как в середине XVIII века русско-чукотские войны фактически завершились победой чукчей и Россия оказалась не в состоянии принудить их к повиновению, чукчи нанесли по оставшимся без поддержки России юкагирам окончательный удар, значительно сокративший их численность и во многом обусловивший их тяжёлое положение в последующее время.
В XVII—XIX веках численность юкагиров сократилась вследствие эпидемий, междоусобиц; часть юкагиров была ассимилирована якутами, эвенами, русскими, коряками и чукчами. Фактически неассимилированным юкагирам удалось уцелеть лишь в центре своего ареала — в бассейне Колымы. В 1897 году насчитывалось 754 юкагира, в 1970 — около 600, затем численность начала расти: после введения поддерживающих выплат малочисленным коренным народам всё больше сибиряков стало определять себя юкагирами.

### Юкагиры в начале XXI века

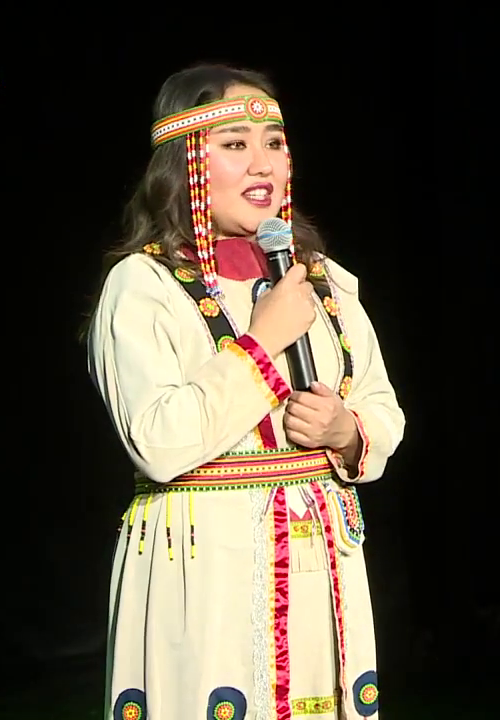
Современная юкагирская певица Ирина Дускулова

В 2011 году была проведена экспедиция к юкагирам Среднеканского района Магаданской области, показавшая следующее:
1. Не удалось выявить ни одного юкагира, занятого в традиционных отраслях хозяйствования, хотя некоторые мужчины говорили, что иногда охотятся или рыбачат в свободное время.
2. Большинство опрошенных юкагиров не имеет представления об обрядах и обычаях своего народа, и не располагает знаниями о родном фольклоре.
3. Среди опрошенных юкагиров Среднеканского района не было ни одного, у которого до третьего колена предками были только юкагиры.
4. Опрошенные юкагиры старшего поколения не помнили юкагирских сказок, но знали имена сказочных персонажей.
5. Юкагирский язык находится на грани исчезновения, так как из шестидесяти девяти юкагиров только шесть владели им.

## Традиции
К концу XIX века этнические традиции удалось сохранить в основном колымским юкагирам. Основу их хозяйства составляли охота на дикого оленя и транспортное оленеводство для тундровых юкагиров, охота на копытных животных, рыболовство и собаководство для верхнеколымских юкагиров. Многие элементы материальной культуры в течение XVIII—XIX веков складывались под влиянием эвенов, чукчей и якутов (орудия труда, транспорт, одежда). В то же время в культуре юкагиров сохранился ряд архаических черт (культ предков и шаманов, жертвоприношения собак, «вороний» эпос), восходящих к древней циркумполярной традиции культуры охотников на дикого оленя. Жилище — чум.
Общественные отношения юкагиров долгое время сохраняли пережитки матрилокального брака. Несмотря на христианизацию в XIX веке, большое влияние среди юкагиров даже в XX веке имели родовые шаманы.

## Антропологические особенности

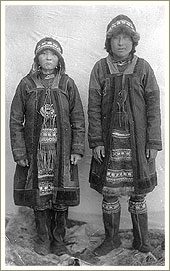
Юкагиры (Якутия)

Антропологически юкагиры относятся к байкальскому антропологическому типу североазиатской расы.
Юкагиры по ряду признаков попадают в самый центр уральских групп (манси, ненцы, ханты), но имеют по отношению к ним наибольшую степень выраженности монголоидного комплекса, что, как и данные языка, может свидетельствовать о былом урало-юкагирском единстве.

## Генетика
Генетические исследования юкагиров проводились в 1993 (Antonio Torroni), 2006 (Brigitte Pakendorf), 2013 (Sardana Fedorova) и 2016 (Anne-Mai Ilumäe) годах. У юкагиров выявлены восточно-евразийские митохондриальные гаплогруппы: А, С, D, Z и G, при этом наибольшей частотой и разнообразием отличаются митохондриальные гаплогруппы С и D.
Согласно второй из этих работ, из тринадцати протестированных юкагиров четыре оказались принадлежащими к Y-хромосомной гаплогруппе N1a1a-M46/TAT (ранее N1c), четыре — к Y-хромосомной гаплогруппе Q, четыре — к различным субкладам Y-хромосомной гаплогруппы C2-M217 (ранее C3) Y-хромосомной макрогаплогруппы C, ещё один — к неустановленному субкладу Y-хромосомной гаплогруппы F.
Согласно третьей из этих работ, из одиннадцати протестированных юкагиров, если исключить «русские» Y-хромосомные гаплогруппы R1a (два носителя) и I2a (один носитель), три оказались принадлежащими к Y-хромосомной гаплогруппе N1a1, ещё три — к Y-хромосомной гаплогруппе C2* (ранее С3*); по мнению авторов работы, субклад наиболее близок к встречающемуся у коряков), ещё один — к Y-хромосомной гаплогруппе C2 (ранее C3), один — к Y-хромосомной гаплогруппе O. Работа также показала отсутствие сходства между юкагирами и чукчами по гаплогруппам митохондриальной ДНК. Митохондриальные  гаплогруппы Z1a1b и Z1a3 у юкагиров, эвенов и долган фиксируют следы более древних миграций.
Согласно четвёртой из этих работ, юкагирские носители Y-хромосомной гаплогруппы N являются носителями субклада N1a1a-M2019, но не N1a1a-M2118, то есть, общий предок юкагиров с якутами жил более 5000 лет назад.

## Известные юкагиры
- Улуро Адо
- Курилов, Николай Николаевич
- Курилов, Семён Николаевич